# Живорад Жика Поповић
Живорад Жика Поповић (Лозница, 1895  — Пријевор, код Чачка, 21. октобар 1941), професор, публициста, културни радник, револуционар и иницијатор оснивања многобројних установа културе између два светска рата у Шапцу и околним местима.

## Биографија
Као професор историје и књижевности у Шабачкој гимназији, почетком 1928. године, Жика Поповић је био иницијатор обнављања рада Шабачког читалишта основаног 1847. године, и оснивач Шабачке народне књижнице и читаонице. Оснивањем У Шапцу, постављени су темељи културно просветног деловања у Мачви, Поцерини и Посавотамнави. У то време у већини села данашње владимирачке општине, оснивају се народне књижнице и читаонице. Са почетком рада, он постаје дугогодишњи председник и ту дужност обавља до 1940. године. Наследник шабачке народне књижнице и читаонице је данашња Шабачка библиотека, која је рад поново започела одмах по завршетку Другог светског рата, 1945. године. Ценећи његово залагање и значај у раду, библиотека је добила његово име које је носила до 2002. године.
Као познати и признати културно просветни радник, Жика Поповић је био иницијатор оснивања Музеја у Шапцу, 1934. године, који је свој рад започео у оквиру Шабачке народне књижнице и читаонице, Народног универзитета и био његов предавач, оснивач, руководилац и редитељ аматерског позоришта „Добрица Милутиновић” у Шапцу.
Био је обновитељ Француског клуба у Шапцу (Друштва српско-француског пријатељства) и био његов председник од 1933. до 1940. године. За свој рад је одликован француским одликовањем Сребрне палме официра Академије. Иницијатор акције за подизање споменика Вуку Караџићу у Тршићу и Лозници. Културно-просветна заједница Шапца установила је 1971. године награду „Жика Поповић” за културне посленике (додељено 30 награда).
Указом Председништва АВНОЈ-а постхумно је 6. јула 1945. одликован Орденом заслуга за народ првог реда.
Данас на Жику Поповића и његов рад подсећају Месна заједница у Шапцу и Основна школа у Владимирцима, које носе његово име. Његов син био је ортопед Љубомир Поповић (1937—2023).